# Landfall
Landfall bezeichnet in der Nautik und der Luftfahrt das Sichten und Erkennen von Land nach einer längeren Überfahrt bzw. einem Ozeanflug. 
Der Begriff kommt aus dem Englischen (to make landfall), ist aber auch unter deutschsprachigen Nautikern und Piloten gebräuchlich. Laut Brockhaus ist Landfall jener Punkt der Küste, der beim Ansegeln zuerst in Sicht kommt. In dieser Bedeutung findet sich der Begriff auch in Mackensens Großen Deutschen Wörterbuch. Schults Seglerlexikon spricht von einem guten Landfall, wenn man den vorgesehenen Ansteuerungspunkt erreicht.
Früher hat man sogar den Kurs absichtlich um einige Grad nach Steuer- oder Backbord (rechts oder links) geändert, um beim Erreichen der Küste nicht im Zweifel zu sein, auf welche Seite man zum gewünschten Hafen gelangt.
Denn ab dem Landfall war die Navigation nicht mehr auf Messungen (Kompass oder Koppelnavigation, später auch Funk) angewiesen, sondern konnte sich mittels Seekarten auf die Sichtnavigation stützen. Bis heute ist dies ein wesentlicher Grund, warum auch in modernen Luftfahrzeugen Flugkarten mitzuführen sind.

## Schifffahrt
In der Seefahrt wird mit Landfall der Moment bezeichnet, in dem man von See kommend das Land in Sicht bekommt, das Land sichtet. Dieser Moment ist nicht nur von der Sichtweite abhängig, sondern wegen der Erdkrümmung auch von der Augenhöhe des Beobachters. Im Allgemeinen handelt es sich um einige Zeit vor dem Erreichen der Küste. Die Entdecker folgten wegen der unbekannten Untiefen dem vermeintlichen Küstenverlauf auf hoher See und näherten sich dieser langsam, um deren Verlauf zu erkunden.

## Luftfahrt
In der Fliegersprache ist der (allerdings englisch bezeichnete) landfall lt. ICAO bzw. FAA Bestandteil des Flugplans und der Flugfreigabe (Clearance). Daher ist neben dem Kurs auch die Zeit des voraussichtlichen Landfalls mitzuteilen.